# 136
El 136 (CXXXVI) fou un any de traspàs començat en dissabte del calendari julià.

## Esdeveniments
- Hadrià, emperador romà, refunda Jerusalem com Èlia Capitolina, n'expulsa els jueus i emprèn altres mesures per desjudeïtzar Síria Palestina en represàlia per la revolta de Bar Kokhebà.[1]